# Я вижу солнце (фильм)
«Я вижу солнце» — советский фильм 1965 года снятый на киностудии «Грузия-фильм» режиссёром Ланой Гогоберидзе по мотивам одноимённой повести Нодара Думбадзе.

## Сюжет
Рассказывается о слепой девочке, полюбившей своего юного поводыря. Картина оказалась бы во власти сентиментальности и мелодраматизма, если бы действие не происходило во время войны с её суровыми испытаниями.— Семён Фрейлих — Беседы о советском кино. — М.: Просвещение, 1985. — стр. 178
Время действия — Великая Отечественная война. В затерянной в горах Грузии, откуда все мужчины ушли на фронт, живёт у своей тётки сирота Дато. На его плечах забота о тётке — всеми уважаемой учительницы Кето, о подруге — слепой от рождения девочке Хатии. Хатия ждёт и надеется, что придёт день, когда она сможет увидеть солнце. Дато поддерживает в ней эту веру, трогательно её опекает, водит в школу, берёт с собой ловить рыбу. В деревне появляется демобилизованный по ранению красноармеец Анатолий, и становится объектом внимания детей и женщин. Но вскоре возвращается дезертир — колхозный бригадир и объясняет своё появление невозможностью жить без Кето… Что такое любовь предстоит узнать и Дато с Хатией. Война оканчивается, путь из затерянной деревни в большой мир открыт, и в какой-то момент Дато подумывает оставить Хатию и начать свою собственную жизнь, однако, не может.

## В ролях
- Лейла Кипиани — Хатия
- Гела Чичинадзе — Дато
- Лия Элиава - Кето, тётя Дато
- Зураб Лаферадзе — Бежан
- Тенгиз Арчвадзе — Датико, дезертир
- Глеб Стриженов — Анатолий, раненый красноармеец, рвущийся на фронт
- Спартак Багашвили — Миха
- Ипполит Хвичия — Беглар, мельник
- Георгий Гегечкори — Леван Гургеидзе, учитель военного дела
- Григол Ткабладзе — Бибило
- Григол Талаквадзе — Коция, почтальон
- Сесилия Такаишвили — Аквирине
- Капитон Абесадзе — Осиме
- Сандро Жоржолиани — Эденико
- Александр Омиадзе — Виссарион, отец Хатии
- Дудухана Церодзе — Кокано
- Како Кванталиани — Кишварди Вашеквадзе, председатель колхоза
- Читолия Чхеидзе — Этери
- Нино Чхеидзе — Федосия
- Елена Кипшидзе- Ксеня
- Екатерина Верулашвили — хозяйка козы
- Ирина Магалашвили — эпизод
- и другие

## Критика
Л. Гогоберидзе в своей картине «Я вижу солнце» проявляет тонкий лиризм, особую чуткость к нравственным проблемам, к внутреннему миру героев. Экранизация повести Н. Думбадзе «Я вижу солнце» — лирическое повествование о дружбе мальчика Coco и девочки Хатии. Солнце в фильме — это символ, волнующий эмоциональный образ. В картине постоянно возникает также и образ убегающей вдаль дороги, образ ёмкий, многозначный. Это и дороги, соединяющие маленькое грузинское село с большим миром, и дороги жизни.— цикл серий «Новое в жизни, науке, технике», серия «Искусство», 1970